# تینیویتسه
تینیویتسه (به لاتین: Tyniowice) یک منطقهٔ مسکونی در لهستان است که در Gmina Roźwienica واقع شده‌است.

## خصوصیات
تینیویتسه ۴۶۰ نفر جمعیت دارد.